# Konstantin Groß

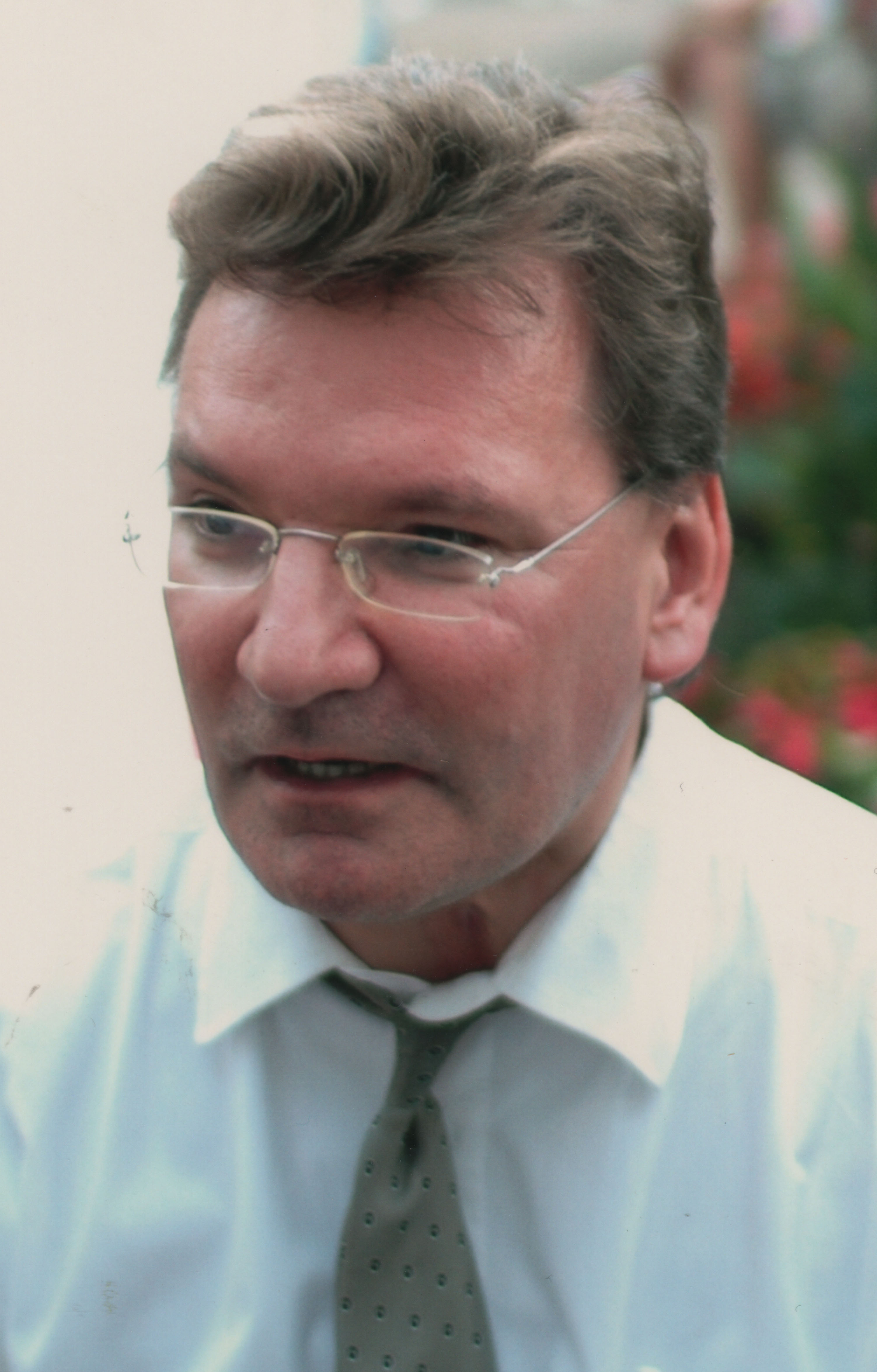
Konstantin Groß

Konstantin Groß (* 17. Februar 1964 in Mannheim) ist ein deutscher Journalist und Autor mehrerer regionalhistorischer Bücher.

## Werdegang
Groß studierte an der Universität Mannheim Neuere Geschichte, Wirtschafts- und Sozialgeschichte sowie Politische Wissenschaften. Von 1987 bis 1992 war er als Wissenschaftlicher Mitarbeiter bei Peter Graf Kielmansegg tätig. 
Seit 1993 ist er Redakteur der Tageszeitung Mannheimer Morgen, seit 1995 dort zuständig für den Bereich „Badische Bergstraße“.

## Veröffentlichungen (Auswahl)
- Zwischen Grün und Gleis. 75 Jahre Mannheimer Ortsteil Pfingstberg. Mit einem Vorwort von Klaus Töpfer, Mannheim 1997, Verlag für Sonderliteratur Gerhard Schäfer Mannheim, ISBN 3-92323-02-5
- Zeuge des Jahrhunderts. 100 Jahre Eingemeindung Neckaraus nach Mannheim, Mannheim 1999, Verlag Stöckl GmbH Mannheim, ISBN 3-9806908-2-2
- Vom Bischofs-Gut zum Bungalow. 600 Jahre Altenbach im Odenwald. Band I: Chronologische Darstellung. Mit einem Vorwort von Bundespräsident Johannes Rau, Mannheim 2001, Verlag Druckerei Stöckl GmbH Mannheim, ISBN 3-9806908-5-7
- Vom Bischofs-Gut zum Bungalow. 600 Jahre Altenbach im Odenwald. Band II: Thematische Darstellung, Mannheim 2002, Verlag Druckerei Stöckl GmbH Mannheim, ISBN 3-9806908-6-5
- Wiesen, Wald und Weltmeister. 700 Jahre Ursenbach im Odenwald, Mannheim 2003, Verlag Druckerei Stöckl GmbH Mannheim, ISBN 3-9808947-2-X
- Dem deutschen Lied zu dienen. 125 Jahre Sängerhalle Germania 1879 Mannheim-Neckarau. Mit einem Vorwort von Alt-Bundespräsident Walter Scheel, Mannheim 2004, Verlag Druckerei Stöckl GmbH Mannheim, ISBN 3-9806908-9-X
- Von der Mission zur Versöhnung. 100 Jahre Evangelische Kirche Mannheim-Rheinau. Mit einem Vorwort von Landesbischof Dr. Ulrich Fischer, Mannheim 2004, Verlag Druckerei Grall GmbH & Co. KG, ISBN 3-00-014359-9
- Vom Silvaner zum Schriesecco. Zum 75. Jubiläum der Winzergenossenschaft Schriesheim. Mit einem Vorwort von Bundesminister Horst Seehofer, Mannheim 2006, Verlag Druckerei Grall GmbH & Co. KG Mannheim, ISBN 3-9810851-0-8
- Chronik zum 50-jährigen Jubiläum der Schutzgemeinschaft Deutscher Wald, Kreisverband Mannheim, Mannheim 2006, Verlag Druckerei Grall GmbH & Co. KG Mannheim, ISBN 3-9810851-1-6

## Ko-Autorenschaft
- Mannheim zu Fuß. 15 Stadtteil-Rundgänge durch Geschichte und Gegenwart, herausgegeben von Wolfgang Strümper, Hamburg 1991, VSA-Verlag Hamburg, ISBN 3-87975-554-X
- Zwischen Shrimps und Schaschlik. Ein literarischer Gourmet-Führer für Mannheim und Heidelberg, herausgegeben von Thomas Feibel, 1993, ars vivendi Verlag

| Personendaten    | Personendaten                  |
| ---------------- | ------------------------------ |
| NAME             | Groß, Konstantin               |
| KURZBESCHREIBUNG | deutscher Journalist und Autor |
| GEBURTSDATUM     | 17. Februar 1964               |
| GEBURTSORT       | Mannheim                       |